# Битва при Аль-Бабейне
Битва при Аль-Бабе́йне — сражение, состоявшееся 18 марта 1167 года и между крестоносцами во главе с Амори I Иерусалимским и войсками Зангидов во главе с Ширкухом за контроль над Египтом. Одним из генералов Ширкуха был его племянник Салах ад-Дин. Бой завершился тактической ничьей.

## Предыстория
После смерти Занги в Алеппо пришёл к власти его сын, Нур ад-Дин. В 1154 году он получил контроль над Дамаском и стал первым сельджукским лидером с 1090-х годов, объединившим север и юг Сирии. Нур ад-Дин провозгласил идеалы джихада и стал одной из важнейших фигур в истории восстановления контроля мусульман над Иерусалимом.
Правой рукой Нур ад-Дина был полководец Ширкух. Ширкух принимал участие в битве при Инабе в 1149 году. Он лично убил Раймунда Антиохийского в поединке. После этой битвы он приобрел авторитет не только за личную храбрость, но и за познания в тактике. Когда Нур ад-Дин в 1154 году захватил Дамаск, он послал Ширкуха обсуждать условия проведения пограничных линий между Дамаском и Алеппо.
Ширкух был горячим сторонником подчинения Египта, в том числе, в целях предотвращения его захвата крестоносцами, и последовательно убеждал в этой необходимости Hyp ад-Дина. С 1164 по 1169 год Ширкух трижды возглавлял войска Hyp ад-Дина, направленные на завоевание Египта.
Амори I был королём Иерусалима в 1163—1174 годах. Он был союзником и номинальным защитником Фатимидов. Hyp ад-Дин согласился на новый поход в Египет, когда узнал, что египетский визирь Шевар ибн Муджир заключил с Амори I договор о взаимопомощи. Король Иерусалима и Ширкух во главе своих войск прибыли в Египет в начале января 1167 года почти одновременно, каждый по своему привычному маршруту. Однако на этот раз Ширкух обогнул Каир с юга, на небольших баржах переправился через Нил и затем преспокойно направился на север. Шевар ибн Муджир и Амори I, ждавшие сирийцев с востока, с удивлением обнаружили войска Ширкуха на западе, в районе пирамид Гизы, отделённые от них Нилом. В этой ситуации между Амори I, не без оснований не доверявшим Шевару ибн Муджиру, и фатимидским халифом аль-Адидом был заключён официальный союз. После заключения этого союза, союзников решили переправиться через Нил для атаки войск Ширкуха, которые теперь двинулись на юг. Король Амори I во главе своих войск погнался на ними. Ширкух, делая вид, что отступает, увёл за собой войска крестоносцев на расстояние более чем недельного марша от Каира, затем остановился и 18—19 марта 1167 года дал королю сражение у местечка Аль-Бабейн.

## Битва
Командование центром Ширкух поручил своему племяннику Салах ад-Дину и велел ему отступить, когда крестоносцы начнут атаку. В свою очередь Амори I, почувствовав, как ему казалось, слабость центра мусульман, приказал войскам преследовать их. Крестоносцы преследовали войска Салах ад-Дина вверх по долине Нила и через реку до Гизы. Погоня почти удалась, но мусульмане неожиданно развернулись в месте, где начиналась пустыня. Крутые склоны и мягкий песок снизили эффективность христианской армии. К тому же король взял с собой в погоню лишь часть рыцарей, оставив остальных сражаться против войск Ширкуха. В его распоряжении было только 374 франкских всадника и некоторое число турокполов.
Ширкух между тем перешёл в контратаку и окружил армию крестоносцев. Битва распалась на стычки. В этот момент к своим войскам вернулся Амори I и сплотил солдат. Король выстроил свои войска и пошёл в лобовую атаку, пробив себе коридор в мусульманских позициях и уйдя с поля боя. Таким образом, ни одна из сторон не добилась итоговой победы. Франки потеряли сто рыцарей и не смогли уничтожить армию Ширкуха.

## Последствия
Амори I удалось бежать в Каир, а Ширкух вскоре без труда овладел Александрией, где был встречен населением как освободитель. Шевар ибн Муджир и Амори I направились осаждать Александрию. Вскоре они блокировали город с суши и с моря. Ширкух оставил командование городом Салах ад-Дину, а сам во главе нескольких сотен всадников совершил ночную вылазку, преодолел вражеские укрепления и быстро направился в Верхний Египет. В Верхнем Египте Ширкух осадил Кус (июнь 1167 года) и организовал крестьянское восстание против Шевара и, собрав войско из вооружённых крестьян, подступил к Каиру. Дальнейшие переговоры между Амори I и Ширкухом привели к соглашению, по которому осада Александрии была снята и в августе 1167 года войска Амори I и Ширкуха одновременно покинули Египет.